# Al Cowlings
Pour les articles homonymes, voir Cowling.
(en) Statistiques sur pro-football-reference
Allen Cedric Cowlings, dit Al Cowlings, né le 16 juin 1947 à San Francisco, est un joueur professionnel de football américain. Après avoir été sélectionné en cinquième position de la draft 1970 de la NFL par les Bills de Buffalo, il joue de 1970 à 1979 dans la National Football League pour différentes équipes. Il est connu pour être le meilleur ami d'O. J. Simpson et le conducteur de la célèbre course-poursuite en Ford Bronco de Simpson en 1994. 

## Biographie

### Carrière de joueur de football américain
Cowlings est nommé dans la meilleure équipe de la saison universitaire en 1969 lors de sa dernière année universitaire avec les Trojans d'USC. Cette saison-là, son équipe termine invaincue et Cowlings mène la ligne défensive qui est surnommée The Wild Bunch. 
Sélectionné cinquième position de la draft 1970 de la NFL par les Bills de Buffalo, il y rejoint son ancien coéquipier d'USC et meilleur ami O. J. Simpson. Titulaire lors de ses trois premières saisons avec les Bills, il est échangé aux Oilers de Houston après la saison 1972 de la NFL. Il joue toutes les rencontres avec les Oilers lors des deux saisons suivantes. Sa fin de carrière est difficile, il bouge de franchise en franchise sans jouer et finit par rejoindre de nouveau Simpson aux 49ers de San Francisco pour prendre sa retraite sportive en même temps que son ami. 

### Affaire O. J. Simpson
Al Cowlings et O. J. Simpson ont été coéquipiers au lycée de Galileo, au City College of San Francisco, aux Trojans d'USC, aux Bills de Buffalo et aux 49ers de San Francisco. Ils sont devenus des amis proches et des confidents. Le 17 juin 1994, alors qu'O. J. Simpson est recherché par la police pour le double meurtre de Nicole Brown Simpson et Ronald Goldman, Cowlings et Simpson fuient dans la Ford Bronco blanche de Cowlings, identique à celle que possède Simpson. Pris en chasse par la police, Cowlings est au volant et doit gérer Simpson qui menace de se suicider à l'arrière de la voiture. La course-poursuite est télévisée et suivie par plus de 90 millions de téléspectateurs. Pendant la poursuite, Cowlings s'écrie « Mon nom est AC. Vous savez qui je suis, nom de Dieu ! ». Poursuivi dans un premier temps pour son implication dans l'affaire, les charges contre Cowlings sont abandonnées par le procureur Gil Garcetti pour manque de preuves. Il vend sa Ford Bronco avant le début du procès pour un montant de 75 000 dollars. Pendant le procès, il invoque le cinquième amendement de la Constitution des États-Unis afin de ne pas répondre aux questions posées par l'accusation sur l'emploi du temps d'O. J. Simpson.

### Citations originales
1. ↑  (en) « My name is AC. You know who I am, God damn it! ».